# Kinesis

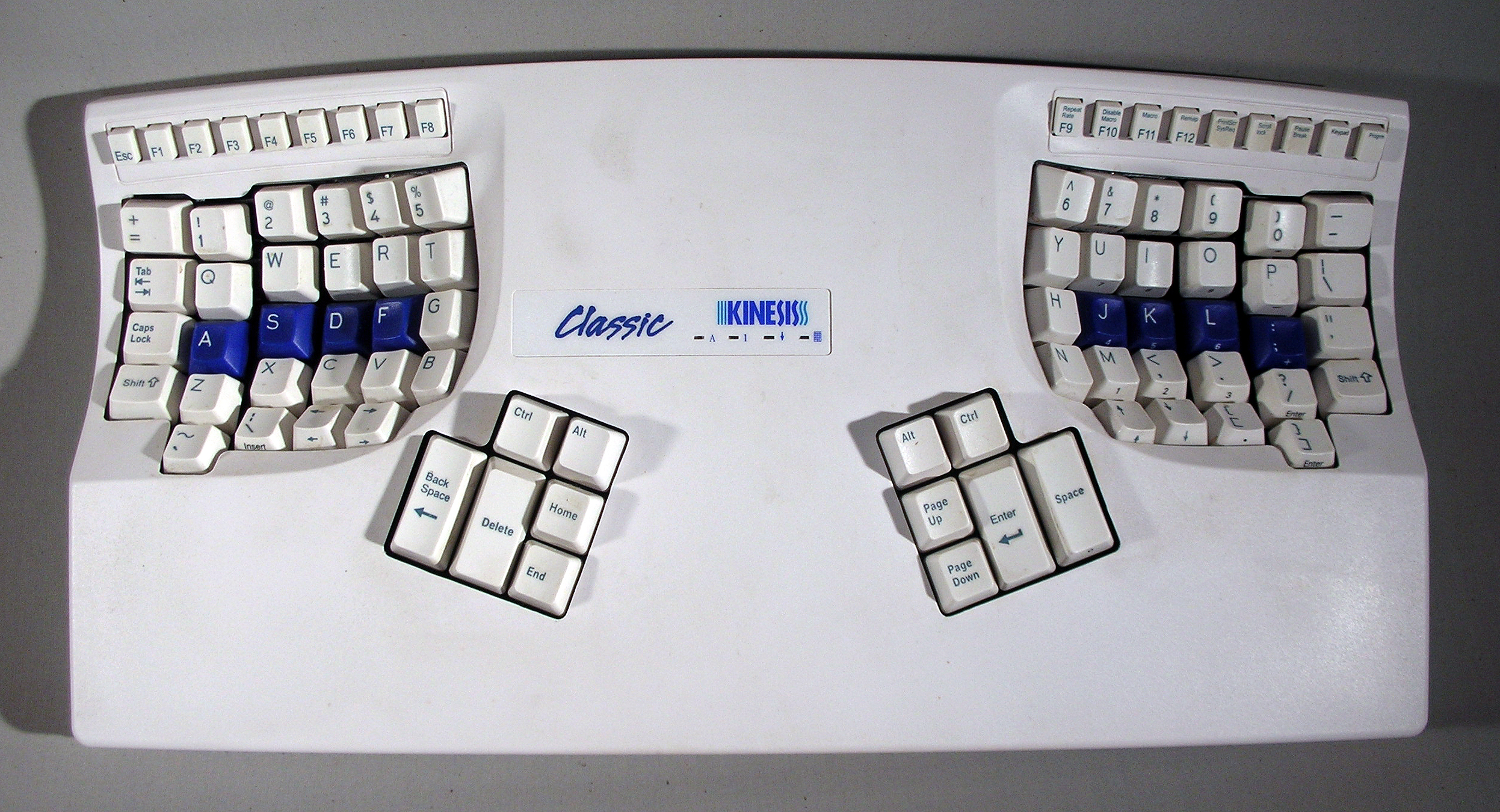
Kinesisの代表的な製品Kinesis Contoured Keyboard

Kinesis（キネシス）は、主にキーボードなどを製造、販売している米国の企業。下記のような人間工学に基づいて設計された製品を販売している。

## 概要

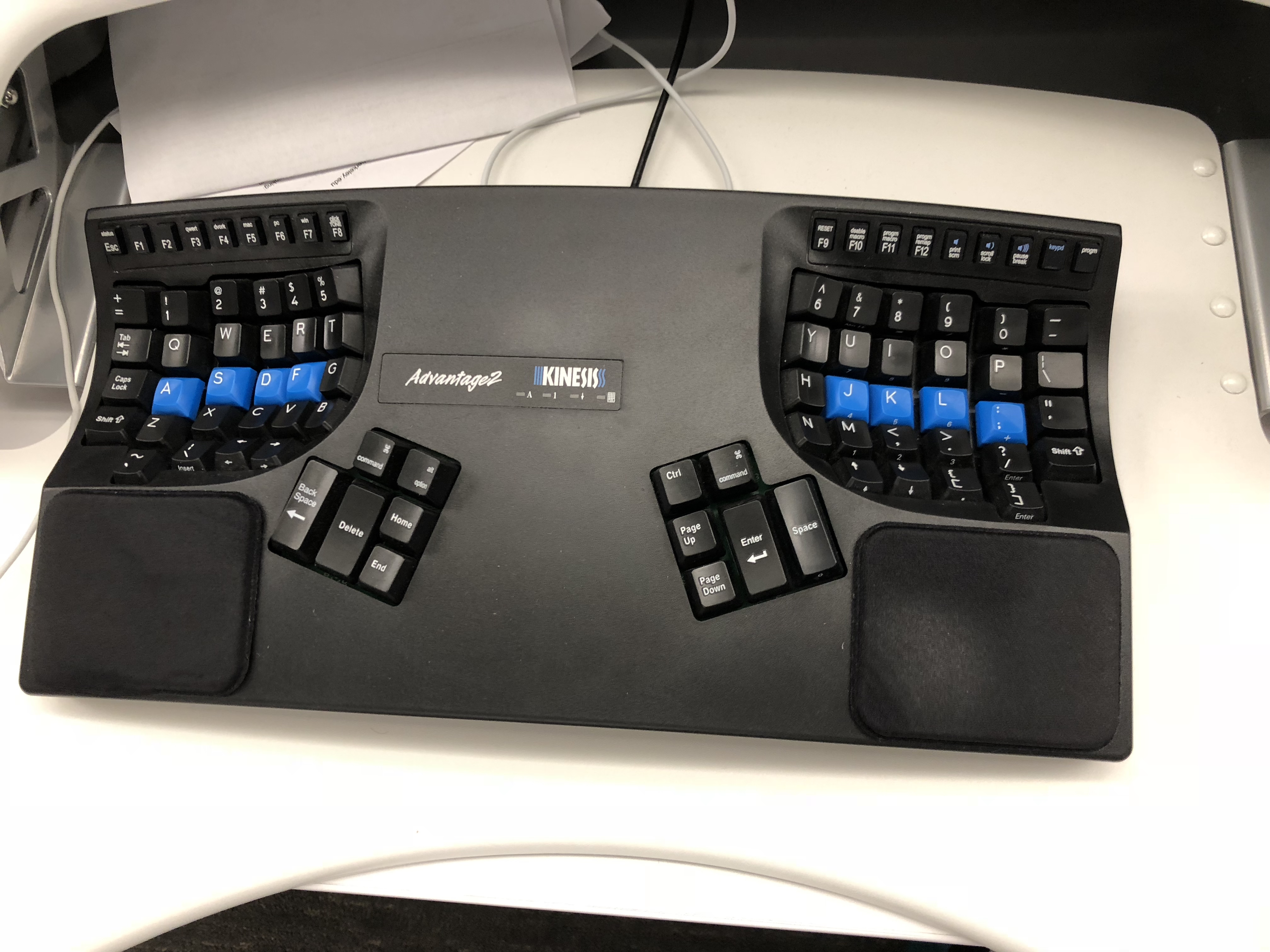
現行モデルの「Advantage 2」

従来の一般的なキーボードの配列は、タイプライターを元に設計されているため、それぞれの列がレンガの塀の様に少しずつずれているが、電気的なスイッチの集合であるコンピュータ用キーボードではその必然性がない。「Contoured Keyboard」の配列は歴史的な経緯を引きずらずに、人間工学に基づいて設計されたエルゴノミクスキーボードである。
キーはどんぶりの底のような、くぼんだ形状にキーがそれぞれの指の長さに合わせて立体的に配置され、打鍵するための移動距離を最小限としている。またエンター、スペース、コントロール、オルタネート、デリート、バックスペースキー等、頻繁に使うキーが、従来のキーボードでは活用されることの少ない親指で押せる位置にあり、入力効率を高めている。
ホームポジションの8つのキートップは形状（円形にえぐれている）と色が他のキーと異なり、ホームポジションマーカの役割を果たしている。ファンクションキーなどの最上段の列以外のキーはZF Electronics製のメカニカルスイッチである「Cherry MX 茶軸」または「Cherry MX 赤軸」が使用されている。後に静音型の「ピンク軸」も追加された。
内部に書き換え可能なフラッシュメモリを備えており、QWERTY配列とDvorak配列を切り替えたり、任意のキーをハードウェア側でリマップすることが可能である。このほかにキーボード単独で入力可能なマクロ、キー配列に階層を持たせる「キーパッドレイヤー」機能がある。
専用のフットスイッチ（3ペダルと1ペダル）が販売されており、踏んでいる間だけ数字キーを有効にしたり、本体と同じようにハードウェアレベルでリマップができる。
「Contoured Keyboard」から物理的な形状は変更されていないが、USBへの対応など内部の制御マイコンを変更するなどマイナーチェンジを継続しており、2020年現在は改良型の「Advantage 2」が販売されている。当初は英語配列のみだったが、当時の日本の販売代理店が開発に協力した「日本語配列モデル」も登場した。
2023年からキーウェルの左右が物理的に分離した形状のAdvantage 360シリーズの販売が開始された。360シリーズではUSB接続のみのSmartSetモデルと、Bluetoothによる無線接続に対応したProfessionalモデルが存在する。どちらのモデルも筐体、キースイッチ、キーキャップなどは共通しており、ファームウェア、PCとのインタフェース、無線通信のための内蔵バッテリーの有無が異なる。
SmartSetモデルでは従来のKINESISキーボードのように、キーボード単体、もしくはPC上で動作する設定用ソフトウェアを用いてキーアサインなどの設定を行うことができる。一方Professionalモデルの場合はZMKファームウェアをgithub上でビルドし、キーボードにインストールするという方法によって設定を行う。この方法はより詳細な設定を行うことができるが、ZMKファームウェアそのもの設定変更・ビルド・書き換えという工程が必要なため、一定のITリテラシーが要求される。
360シリーズにおいては、ファンクションキーはFnキーと数字キーとの組み合わせで入力するようになった。キートップは従来のABS樹脂のものに加えてPBT樹脂のものを選択できるようになり、キータッチフィーリングと耐久性が向上した。

### 欠点
キートップの印字は、初期のモデルは二色成型によるものだったが、現行モデルはシルク印刷による印字に変更されている。他にも一部の部品やケーブルの脱着機能等が省略されるなど低コスト化がされている。
利点は多いが、一般的な自国（米国）人の平均的な手の大きさに合わせて設計された為か、日本人にとってはサイズがやや大きく、一番上端にあるキーを押す際に僅かだがパームレストから手を浮かさなければならない人もいる。
テンキーレスであるが筐体中央にあるキーの無い部分がテンキーと同等の大きさであるため、奥行きはフルキーボード並みで横幅はやや狭い程度である。また高さは約7.5cmと通常のキーボードよりも高いため、設置にはかなりの空間を必要とする。
チープなファンクションキーはエルゴノミクスとは言い難く、ファンクションキーを酷使するようなユーザには不向きである。ただ、ファンクションキーはその存在意義に疑問を呈す意見もあり、互換性のために搭載したとも考えられる（マクロの入力にも使用する）。

### 利用
Kinesisのキーボードは、タイピストやプログラマーなど長時間タイプしている人、反復運動過多損傷のような怪我に対する高いリスクがあるか苦しんでいる人によって使われる。またハードウェアレベルでDvorak配列に対応しているため、Dvorak配列に慣れ親しんだ人の選択肢にもなっている。
ハーバード大学医学大学院教授である分子病理疫学者の荻野周史は、Kinesisのキーボードを愛用し、Dvorak配列に独自に改良を加えた" modified Dvorak"を開発、仕事の効率化に成功したと述べている。
親指シフトの専用キーボードではないが、親指の位置にページアップなどのキーが複数あるため、スキャンコード変更ソフトと組み合わせることで代用品とすることが出来る。

### 類似した製品
Maltronは類似した形状のキーボードを販売している。
格子状配列にはNECのM式用キーボードやTypeMatrixなどがある。またμTRONキーボードのように右手用キーと左手用キーでずれを逆にし、完全な線対称のキー配置としたキーボードも存在する。
また、2010年代頃から基盤から自身で設計するオリジナルのキーボードを作るという文化が徐々に勃興し始める。
日本でも2016年頃からこういった文化が徐々に広がり始めるが、その中でもErgo doxを始祖とするセパレートタイプのキーボードはそのキー配置などを始めKinesisの影響を大きく受けている。

## その他の製品
- Maxim Split Adjustable Keyboard - GとHを境目に左右にスライドして間隔を広げることが出来る。配列は通常。
- Kinesis Freestyle Keyboard - GとHを境目に左右が完全に分割されている。配列は通常。